# Малая Волохва
Ма́лая Волохва́ (бел. Малая Валахва) — деревня в Барановичском районе Брестской области Белоруссии. Входит в состав Малаховецкого сельсовета. Население — 94 человека (2019).

## Этимология
см. статью Большая Волохва.

## География
К юго-западу от деревни расположено устье реки Волохвянка, которая впадает в реку Мышанка.

## История
В 1897 году в Ястрембельской волости Новогрудского уезда Минской губернии. С 1921 года в гмине Ястрембель Барановичского повета Новогрудского воеводства межвоенной Польши.
С 1939 года в составе БССР. С 15 января 1940 года в Городищенском районе Барановичской, с 8 января 1954 года Брестской областей, с 8 апреля 1957 года в Барановичском районе.
С конца июня 1941 до 8 июля 1944 года была оккупирована немецко-фашистскими захватчиками, убиты два человека и разрушено 19 домов.

## Население
| Численность населения (по переписи) | Численность населения (по переписи) | Численность населения (по переписи) | Численность населения (по переписи) | Численность населения (по переписи) | Численность населения (по переписи) | Численность населения (по переписи) | Численность населения (по переписи) |
| 1897                                | 1909                                | 1921                                | 1939                                | 1959                                | 1999                                | 2009                                | 2019                                |
| ----------------------------------- | ----------------------------------- | ----------------------------------- | ----------------------------------- | ----------------------------------- | ----------------------------------- | ----------------------------------- | ----------------------------------- |
| 414                                 | ↗531                                | ↘244                                | ↗515                                | ↘427                                | ↘130                                | ↘128                                | ↘94                                 |